# Richard S. Castellano
Richard Salvatore Castellano (* 4. September 1933 in der Bronx, New York; † 10. Dezember 1988 in North Bergen, New Jersey) war ein US-amerikanischer Schauspieler, der vor allem durch seine Rolle als Peter Clemenza im Film Der Pate bekannt wurde.

## Leben
Richard Castellano wurde 1933 in der Bronx in eine Familie von Italoamerikanern geboren. Er besuchte eine Schule in Manhattan und nahm Kurse am Columbia College. Später betrieb er in New Jersey ein Bauunternehmen, bevor er sich 1961 der Schauspielerei zuwandte. Castellano nahm zunächst Schauspielunterricht bei Brett Warren im Ansonia Hotel in Manhattan und ging später mit Warrens Theatergruppe auf Tour. Ab 1962 folgten erste Auftritte in Film- und Fernsehproduktionen, zumeist in ungenannten Kleinstrollen. Parallel trat er am Theater auf, unter anderem in der Off-Broadway-Inszenierung von Arthur Millers Stück A View From the Bridge, für die er ab 1965 insgesamt 643 mal auf der Bühne stand. 1969 wurde er für seine Rolle als Frank Vecchio im Theaterstück Lovers and Other Strangers für einen Tony Award als Bester Nebendarsteller nominiert, unterlag dort aber Al Pacino. Die gleiche Rolle verkörperte Castellano im Jahr darauf in der Verfilmung des Stücks Liebhaber und andere Fremde. Diese Rolle brachte ihm 1970 eine Oscar-Nominierung als Bester Nebendarsteller ein.
Nach diesen Erfolgen erhielt Castellano die Rolle als Caporegime Peter Clemenza im Mafiafilm Der Pate, die ihn einem internationalen Publikum bekannt machte. Die von Castellano teilweise improvisierte Textzeile „Leave the gun. Take the cannoli.“ wurde später zu einem populären Filmzitat. Im ursprünglichen Drehbuchentwurf zur Fortsetzung Der Pate – Teil II war die Rolle des Clemenza erneut enthalten, aber die Besetzung kam nicht zustande und seine Rolle wurde schließlich aus dem Drehbuch geschrieben. Bruno Kirby trat stattdessen als junger Peter Clemenza auf. Laut Angaben von Francis Ford Coppola hatte Castellano angeblich eine höhere Gage und Mitsprache an seinen Texten gefordert; Castellano nannte eher inhaltliche Differenzen über die angedachte Rolle als Gründe für das Ausscheiden aus dem Projekt. Danach war Castellano nur noch in einigen kurzlebigen Fernsehserien und einem Kinofilm zu sehen. Anfang der 1980er Jahre zog er sich von der Schauspielerei zurück und arbeitete in einer Kfz-Werkstatt.
Castellano starb im Dezember 1988 mit 55 Jahren an einem Herzinfarkt. Er hinterließ eine Tochter aus erster Ehe und seine zweite Ehefrau Ardell Sheridan, die später ein Buch über Castellanos Mitwirkung an Der Pate veröffentlichte.

## Filmografie (Auswahl)
- 1962–1963: Gnadenlose Stadt (Naked City, Fernsehserie, 6 Episoden)
- 1963: Verliebt in einen Fremden (Love with the Proper Stranger)
- 1965: Drei Zimmer in Manhattan (Trois chambres à Manhattan)
- 1966: Simson ist nicht zu schlagen (A Fine Madness)
- 1966: The Star Wagon (Fernsehfilm)
- 1966: Hawk (Fernsehserie, 1 Episode)
- 1968: Der schnellste Weg zum Jenseits (A Lovely Way to Die)
- 1969: The Choice (Fernsehfilm)
- 1970: Liebhaber und andere Fremde (Lovers and Other Strangers)
- 1971: The Great American Dream Machine (Fernsehserie, 1 Episode)
- 1972: Der Pate (The Godfather)
- 1972: The Super (Fernsehserie, 10 Episoden)
- 1973: Incident on a Dark Street (Fernsehfilm)
- 1973: Honor Thy Father (Fernsehfilm)
- 1975–1976: Joe and Sons (Fernsehserie, 14 Episoden)
- 1977: Der Pate: Die Saga (The Godfather Saga, Miniserie, 4 Episoden)
- 1980: Countdown in Manhattan (Night of the Juggler)
- 1981: Bis zum letzten Schuß (Gangster Wars)
- 1981: The Gangster Chronicles (Fernsehserie, 13 Episoden)
- 1982: Dear Mr. Wonderful

## Theatrografie (Auswahl)
- 1965–1966: A View From the Bridge (Sheridan Square Playhouse, New York)
- 1966: The Investigation (Ambassador Theatre, New York)
- 1967: That Summer – That Fall (Helen Hayes Theatre, New York)
- 1968: Mike Downstairs (Hudson Theatre, New York)
- 1968: Lovers and Other Strangers (Brooks Atkinson Theatre, New York)
- 1970: Sheep on the Runway (Helen Hayes Theatre, New York)